# Michael Petkovic
Michael Petkovic (n. el 16 de julio de 1976 en Fremantle, Australia) es un exfutbolista australiano que jugó de portero en el Melbourne Victory FC en la A-League australiana. Marcó un gol en un partido contra el Ankaragücü cuando jugaba con el Sivasspor. Tiene origen croata.

## Carrera
Petkovic empezó su carrera con el South Melbourne y jugó con él desde  1995 a 1999 jugando más de 100 partidos. En 1999 se fue a Francia en el Racing Estrasburgo pero no jugó. En el 2000 volvió al South Melbourne. Durante su segunda etapa fue cedido al Lillestrøm noruego. En 2002 se fue al Trapzonspor turco y jugó 87 partidos hasta 2005. Se fue al Sivasspor y jugó 129 partidos de liga marcando un gol. En 2010 fichó por el  Melbourne Victory de la A-League. Jugó 25 partidos en su primera temporada y siguió en la siguiente. Fue el segundo portero porque Tando Velaphi fichó por su equipo, el Melbourne Victory. Anunció su retirada del fútbol después del final de la campaña de la AFC.

## Selección internacional
Él jugó 6 partidos con la Selección de fútbol de Australia siendo su actuación más notable al ganar 31-0 a Samoa Americana.

## Clubes
| Club               | País      | Año       |
| ------------------ | --------- | --------- |
| South Melbourne    | Australia | 1995-1999 |
| Racing Estrasburgo | Francia   | 1999-2000 |
| South Melbourne    | Australia | 2000      |
| Lillestrøm         | Noruega   | 2001      |
| South Melbourne    | Australia | 2002      |
| Trabzonspor        | Turquía   | 2002-2005 |
| Sivasspor          | Turquía   | 2005-2010 |
| Melbourne Victory  | Australia | 2010-2011 |